# Dichlorure de (pentaméthylcyclopentadiényl)iridium dimérique
Le dichlorure de (pentaméthylcyclopentadiényl)iridium dimérique, ou dimère de dichlorure de (pentaméthylcyclopentadiényl)iridium(III), est un composé organométallique de formule chimique [(η5-C5Me5)IrCl(µ-Cl)]2, couramment abrégée [Cp*IrCl2]2, où « Cp* » représente un ligand pentaméthylcyclopentadiényle. Il s'agit d'un solide diamagnétique orange utilisé comme réactif en chimie organométallique. La molécule présente une symétrie C2h. Chaque centre métallique a une géométrie pseudo-octaédrique. Les liaisons Ir–Cl pontantes et terminales ont une longueur respectivement de 239  et   245 pm.

## Synthèse
Ce complexe a été obtenu pour la première fois en faisant réagir du chlorure d'iridium(III) (en) hydraté IrCl3·3H2O avec de l'hexaméthylbenzène de Dewar C6Me6. Plus simplement, on l'obtient en faisant réagir du trichlorure d'iridium hydraté avec du pentaméthylcyclopentadiène dans le méthanol chaud, ce qui donne un précipité :
2 Cp*H + 2 IrCl3 (en)(H2O)3 ⟶ [Cp*IrCl2]2 + 2 HCl + 6 H2O.

## Propriétés et réactions
Les liaisons Ir–µ–Cl sont labiles et peuvent être clivées pour donner des adduits de formule générale Cp*IrCl2L. De tels adduits peuvent subir des substitutitons supplémentaires pour donner les cations [Cp*IrClL2]+ et [Cp*IrL3]2+. Le ligand chlorure peut également être remplacé par d'autres anions tels que des carboxylates –CO2−, l'anion nitrite NO2− ou encore l'anion azoture N3−.
La réduction de [Cp*IrCl2]2 en présence de monoxyde de carbone donne Cp*Ir(CO)2, qui peut être décarbonylé pour donner le dérivé insaturé [Cp*Ir(CO)]2. Le traitement de [Cp*IrCl2]2 avec du borohydrure sous atmosphère d'hydrogène donne le dérivé d'iridium(V) Cp*IrH4.
[Cp*IrCl2]2 est un précurseur de catalyseurs pour l'hydrogénation par transfert asymétrique de cétones.